# アスタ (小惑星)
アスタ (1041 Asta) は小惑星帯に位置する小惑星である。ドイツのハイデルベルクで、カール・ラインムートによって発見された。
2008年に行われた測光観測から自転周期は7.99 ± 0.02時間で、明るさの変動は0.22 ± 0.02等級であることが示された。